# Joan Bellsolà i Subirats
Joan Bellsolà i Subirats   (Santa Perpètua de Mogoda, 20 de juliol de 1946) és un ex-pilot de motocròs i enduro català que destacà en competicions estatals durant la dècada de 1970.
De professió constructor, Bellsolà començà a competir a l'edat de 20 anys tot debutant al Motocròs d'Esplugues de 1967. La seva primera victòria important fou al motocròs d'Hospitalet de Llobregat del mateix any. Sempre amb el suport de l'Escuderia Isern, Bellsolà s'anà decantant cada cop més cap a la disciplina de l'enduro, on fou un dels principals oficials de Montesa, i destacà també en curses de resistència TT (formà part dels equips que guanyaren les 24 Hores de Moià de 1973 i 1974).